# 7164 Бабаджанов
7164 Бабаджанов (7164 Babadzhanov) — астероїд головного поясу, відкритий 6 березня 1984 року.
Тіссеранів параметр щодо Юпітера — 3,503.